# Silvano Espíndola
Silvano Espíndola (Goya, Corrientes; 17 de junio de 1962) es un exfutbolista, dirigente deportivo y teólogo argentino. Jugaba como volante. Actualmente su hijo Marco Espíndola juega como arquero.

## Trayectoria como jugador
Sus inicios deportivos se dieron en su niñez junto a su amigo Diego Maradona en Los Cebollitas y posteriormente en Argentinos Juniors.

Mi papá tenía un equipo en el barrio y contactó con Argentinos Juniors, ahí jugamos contra los Cebollitas, ahí me vieron y a los 8 años comencé a ir a Argentinos, Diego (Maradona) tenía dos años más y ahí comenzamos a jugar; cuatro años jugué con los Cebollitas así que nos conocíamos desde chiquitos, yo me quedaba a dormir en su casa, compartimos mucho más que el fútbol. Silvano Espíndola sobre su amistad con Diego Maradona

Años más tarde debuta con Argentinos Juniors; en su natal Argentina también pasaría por Deportivo Armenio,  San Lorenzo,  Unión de Santa Fe y Deportivo Español. Dejando un registro de 230 partidos jugados y 40 goles anotados.
En el ámbito internacional jugó en Colombia en clubes como Millonarios, DIM, Deportes Tolima y Unión Magdalena. En total en suelo cafetero jugaría 137 partidos y convirtió 35 goles.
En su paso por Colombia compartió con jugadores mundialistas como: Carlos Valderrama, Rubén Darío Hernández, Arnoldo Iguarán, José Van Tuyne; y otros destacados como Miguel Augusto Prince, Alberto Vivalda, Juan Gilberto Funes, Alberto Gamero entre otros.

## Otros planos laborales
Tras su retiro como futbolista estudió Teología y regresó a Bogotá, Colombia, donde ejerció como pastor de la iglesia Casa Sobre La Roca durante 9 años; posteriormente se traslada a Boca Ratón, Estados Unidos, ejerciendo la misma labor en la misma iglesia, en la actualidad (2021) continúa allí.
Paralelamente fundó en 1993 la escuela de fútbol Fair Play la cual jugaría a nivel profesional (en sociedad con el Lanceros Boyacá) en la Categoría Primera B de Colombia en las temporadas 1999, 2000 y 2001 teniendo como sede las ciudades Tunja y Chía. En dicho club han jugado distintos jugadores que han llegado al profesionalismo como: Radamel Falcao García, Jorge Herrera, Éder Álvarez Balanta entre otros.

## Clubes

### Como jugador
| Club                | País                | Partidos | Goles |
| ------------------- | ------------------- | -------- | ----- |
| Deportivo Armenio   | Argentina           | 24       | 2     |
| Argentinos Juniors  | Argentina           | 163      | 34    |
| San Lorenzo         | Argentina           | 10       | 2     |
| Unión de Santa Fe   | Argentina           | 26       | 1     |
| Deportivo Español   | Argentina           | 23       | 2     |
| Millonarios         | Colombia            | 63       | 16    |
| Deportes Tolima     | Colombia            | 6        | 1     |
| Unión Magdalena     | Colombia            | 17       | 6     |
| DIM                 | Colombia            | 51       | 12    |
| Lanceros Fair Play  | Colombia            | 1        | 0     |
| Total en su carrera | Total en su carrera | 368      | 75    |

### Como dirigente deportivo
| Club                                                                    | Div. | País                    | Año           | Nota        |
| ----------------------------------------------------------------------- | ---- | ----------------------- | ------------- | ----------- |
| Club Deportivo Fair Play (Bogotá) Club Deportivo Fair Play (Boca Ratón) | N.A. | Colombia Estados Unidos | 1993-presente | Propietario |
| Lanceros Fair Play                                                      | 2.ª  | Colombia                | 1999-2000     | Propietario |
| Chía Fair Play                                                          | 2.ª  | Colombia                | 2001          | Propietario |
| Quilmes                                                                 | 2.ª  | Argentina               | 2019-presente | Sociedad    |

## Controversias

#### Lanceros Fair Play
En 1999 casi 8 años después de su retiro como jugador y siendo el propietario del Lanceros Fair Play disputaría un partido como delantero válido por la Categoría Primera B con este club en el mes de mayo sin estar inscrito ni avalado por la Dimayor para hacerlo, enfrentando al Girardot Fútbol Club. Por lo cual el onceno boyacense perdería los puntos del encuentro.

#### Falcao
Para 2007 se ve envuelto en una polémica por representar a Falcao García sin consentimiento de este en presunto fichaje al Fluminense de Brasil, la noticia fue divulgada por el padre del jugador, Radamel García King.
En diciembre de 2012 Carmenza Zárate madre del jugador, declara en la emisora radial Antena 2, que Espíndola no influyo ni en lo deportivo ni en la parte espiritual de su hijo.
Posteriormente Espíndola da la versión de lo ocurrido aludiendo que no entiende el por qué de esas declaraciones y comenta que él tenía el 40% del pase del jugador (producto de un negocio con su padre) y que en parte espiritual él se acerco a Falcao como lo hace con cualquier miembro de su iglesia.